# Linha 9 do Metropolitano de Paris

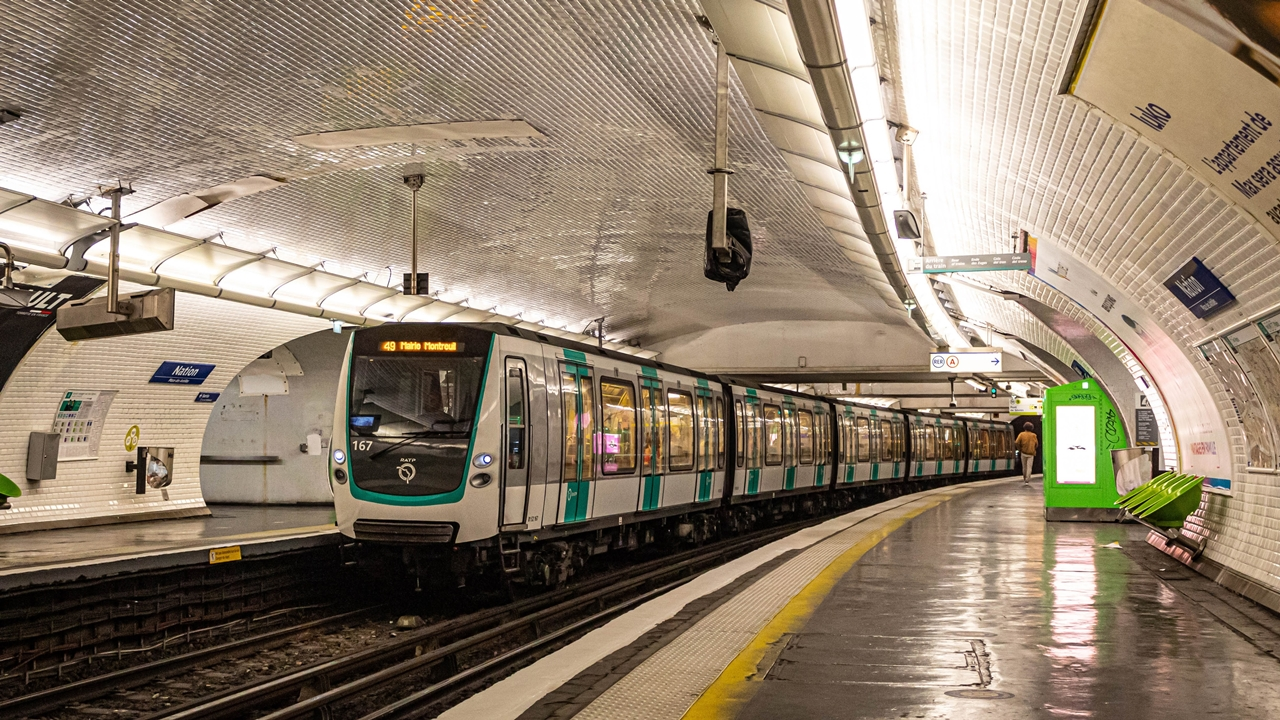
Um MF 01 na estação Nation.

A Linha 9 do Metropolitano de Paris é uma das 14 linhas de Metrô de Paris. A linha vai de Pont de Sèvres a Mairie de Montreuil.

## História
A Linha 9 foi inaugurada em 8 de novembro de 1922. Originalmente a linha ia de Exelmans a Trocadéro. Depois ela se estendeu em 27 de maio de 1923 para Saint-Augustin, em 3 de junho de 1923 para Chaussée d'Antin - La Fayette, em 29 de setembro de 1923 para Porte de Saint-Cloud, em 30 de junho de 1928 para Richelieu - Drouot e em 10 de dezembro de 1933 para Porte de Montreuil.
A linha 9 foi a primeira linha de metrô de Paris a se estender aos subúrbios. Em 3 de fevereiro de 1934 ela ia de Porte de Saint-Cloud para Porte de Montreuil e em 14 de outubro de 1937 ela se estendia de Pont de Sèvres a Mairie de Montreuil.

## Estações

Plano da linha.

- Pont de Sèvres
- Billancourt
- Marcel Sembat
- Porte de Saint-Cloud
- Exelmans
- Michel-Ange - Molitor
- Michel-Ange - Auteuil
- Jasmin
- Ranelagh
- La Muette
- Rue de la Pompe
- Trocadéro
- Iéna
- Alma - Marceau
- Franklin D. Roosevelt
- Saint-Philippe du Roule
- Miromesnil
- Saint-Augustin
- Havre - Caumartin
- Chaussée d'Antin - La Fayette
- Richelieu - Drouot
- Grands Boulevards
- Bonne-Nouvelle
- Strasbourg - Saint-Denis
- République
- Oberkampf
- Saint-Ambroise
- Voltaire
- Charonne
- Rue des Boulets
- Nation
- Buzenval
- Maraîchers
- Porte de Montreuil
- Robespierre
- Croix de Chavaux
- Mairie de Montreuil

## Extensão
A Linha 9 tem projetos de extensão para Montreuil-Hôpitaux.
Outro projeto inclui uma extensão da linha para além de Pont de Sèvres.

## Turismo
A linha 9 atende vários locais turísticos e pontos de animação importantes de Paris e seu próximo subúrbio oeste, incluindo em particular, de oeste a leste:
- o centro da cidade de Boulogne-Billancourt, segunda cidade de Ilha de França por sua população (Pont de Sèvres, Billancourt e Marcel Sembat);
- o Parc des Princes (Porte de Saint-Cloud);
- o bairro de Auteuil;
- o bairro de La Muette e o Museu Marmottan (La Muette);
- o Palais de Chaillot, que abriga o Museu do Homem, o Museu da Marinha, o Théâtre National de Chaillot e a Cidade da Arquitetura e do Patrimônio (Trocadéro);
- a Avenue des Champs-Élysées (Franklin D. Roosevelt);
- a Igreja de Santo Agostinho (Saint-Augustin);
- os Grands Magasins (Havre - Caumartin e Chaussée d'Antin - La Fayette);
- os Grands Boulevards (Grands Boulevards e Bonne-Nouvelle);
- a Praça da República (République);
- a Place de la Nation e suas Colunas do Trono (Nation).